# Summer Sanders

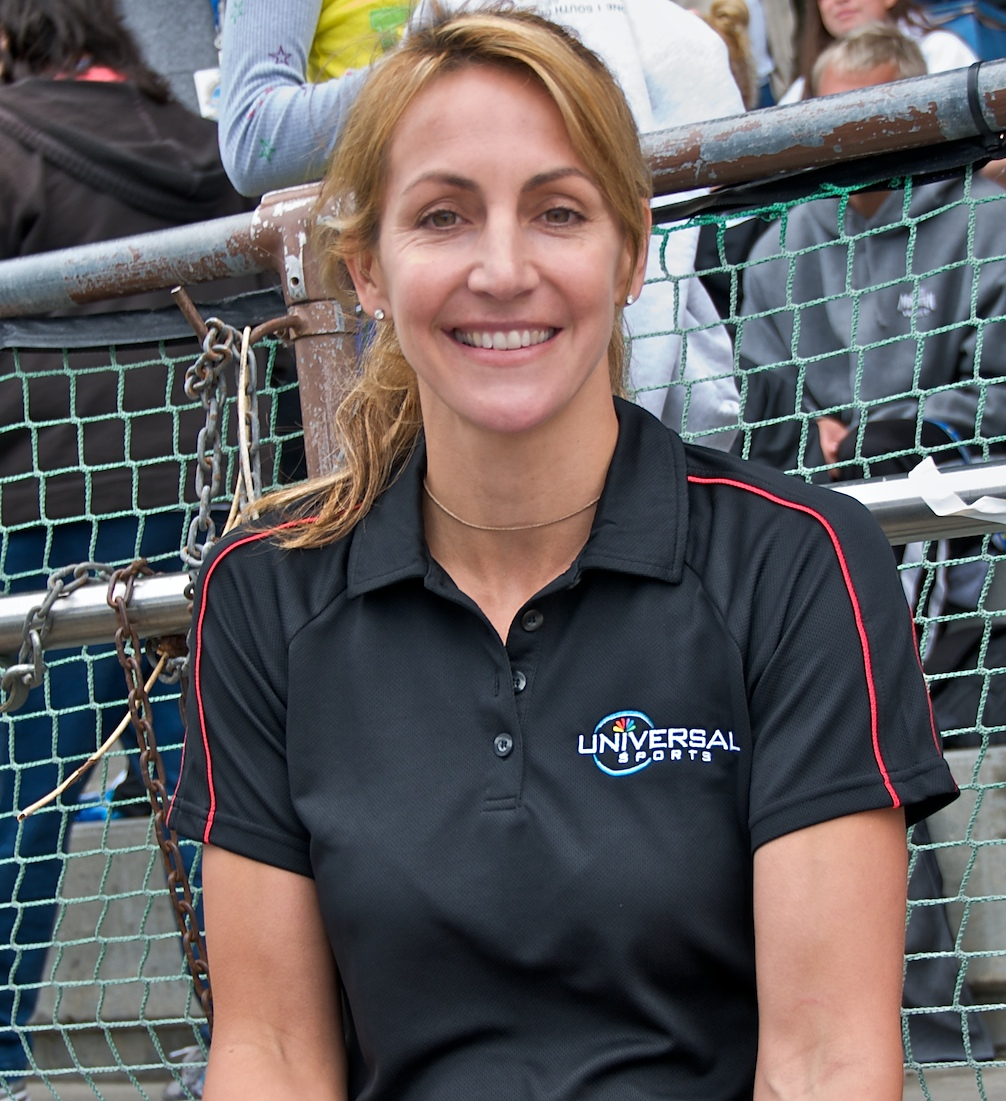
Summer Sanders

Summer Elisabeth Sanders (* 13. Oktober 1972 in Roseville, Kalifornien) ist eine ehemalige US-amerikanische Schwimmerin.
Bei den Olympischen Sommerspielen 1992 in Barcelona wurde sie über 200 m Schmetterling und mit der 4 × 100-m-Lagenstaffel Olympiasiegerin. Außerdem gewann sie über 200 m Lagen die Silber- und über 400 m Lagen die Bronzemedaille. Bei den Weltmeisterschaften 1991 war sie bereits Weltmeisterin über 200 m Schmetterling geworden. Nach den Spielen in Barcelona trat sie vom Schwimmsport zurück, um dann vor den Olympischen Spielen 1996 in Atlanta doch wieder zurückzukommen, doch sie scheiterte in der Qualifikation.
Nach ihrer Laufbahn wurde sie Fernsehmoderatorin und hatte zwei Auftritte in Spielfilmproduktionen. Außerdem ist sie als Botschafterin für UNICEF tätig. Im Jahr 2002 wurde sie in die Ruhmeshalle des internationalen Schwimmsports aufgenommen.
Sie ist in zweiter Ehe mit dem Skirennläufer Erik Schlopy verheiratet. Das Paar hat zusammen eine Tochter namens Skye Bella.